# Bergbaulandschaft

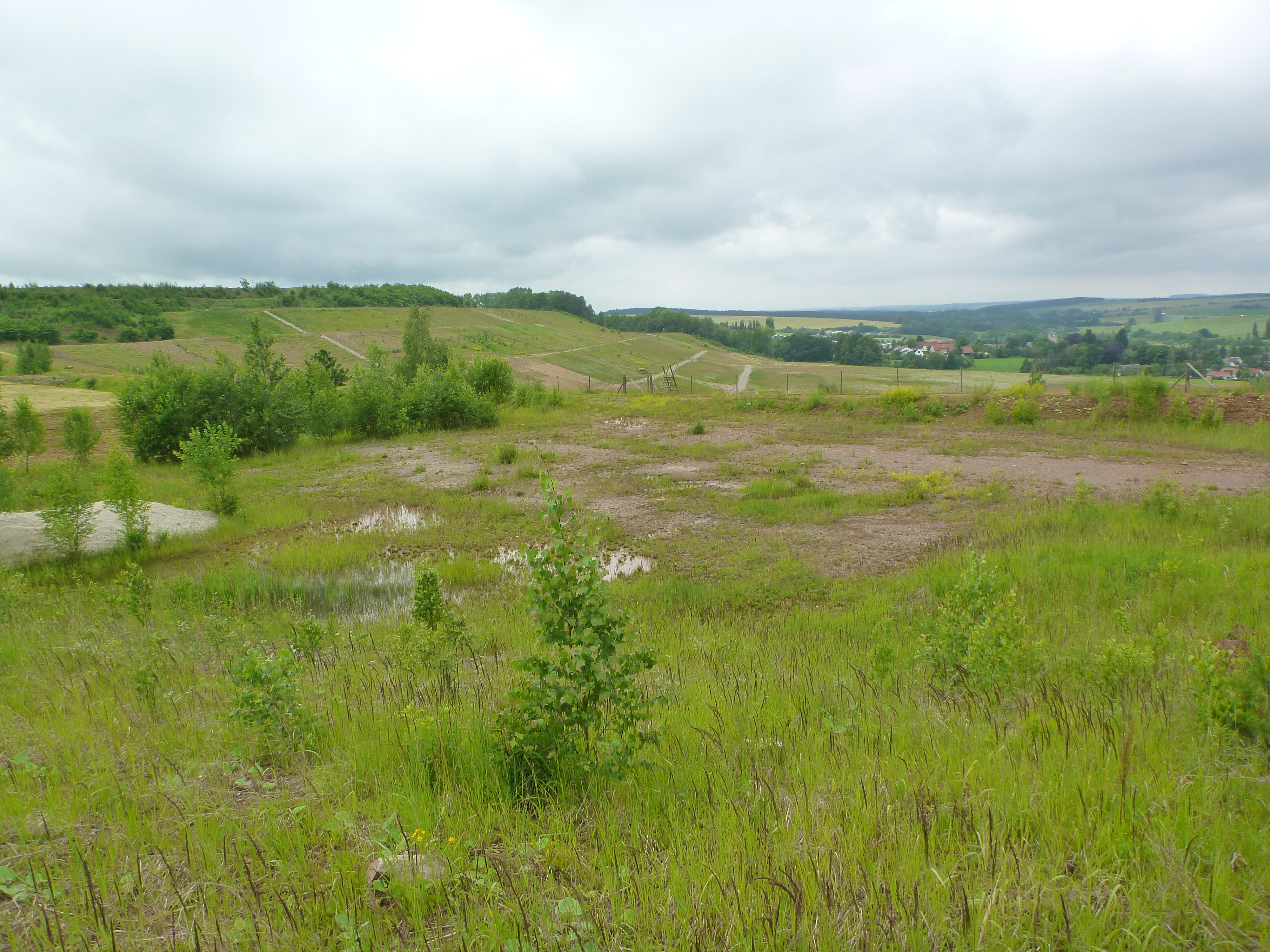
Bergbaulandschaft (Pionierpflanzen), Culmitzsch 2015

Als Bergbaulandschaft wird im Allgemeinen eine Kulturlandschaft bezeichnet, die durch bergbauliche Tätigkeit geprägt ist und ihre ursprünglichen Geofaktoren ganz oder teilweise verloren hat. Eine durch Untertagebau (Tiefbau) entstandene Bergbaulandschaft zeichnet sich durch funktionsspezifische Anlagen wie Fördergerüste, Aufbereitungsanlagen, aber auch durch Bergschäden aus. Hingegen werden beim Tagebau ursprüngliche Landschaften vollständig zerstört und die Bergbaufolgen sind stärker landschaftsprägend. Bei einem Tagebauanteil ab zehn Prozent erfolgt in Deutschland die Zuordnung zu einer Bergbaulandschaft unabhängig von den übrigen Nutzungstypen.
In der Geoökologie wird Bergbaulandschaft als die Landschaft während und nach der Abbautätigkeit, aber vor der Entlassung aus der Bergaufsicht definiert. Begrifflich ist zwischen Bergbaulandschaft und Bergbaufolgelandschaft zu unterscheiden.

## Entwicklung einer Bergbaulandschaft

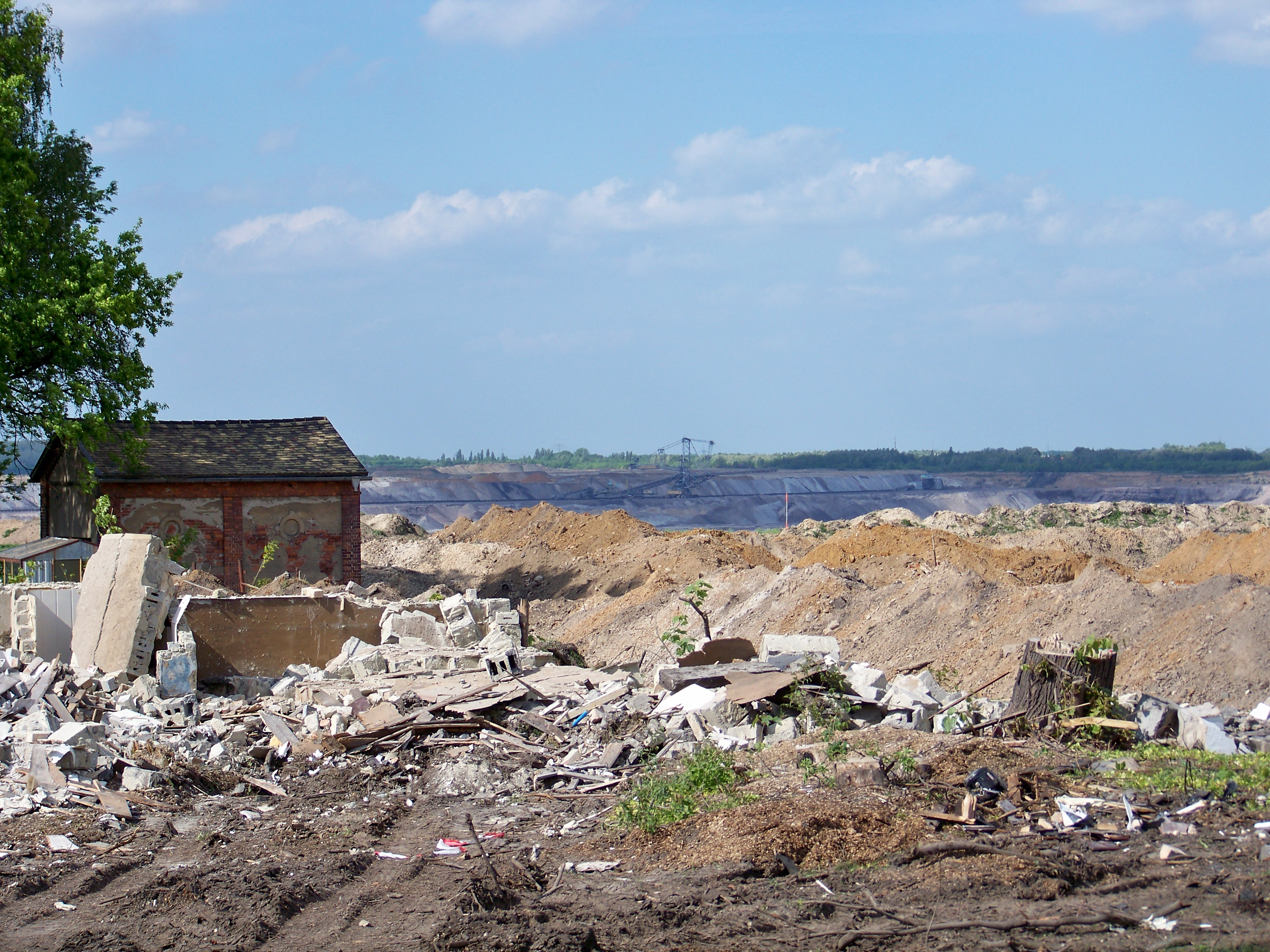
Bergbaulandschaft (Aufschluss), Heuersdorf 2009

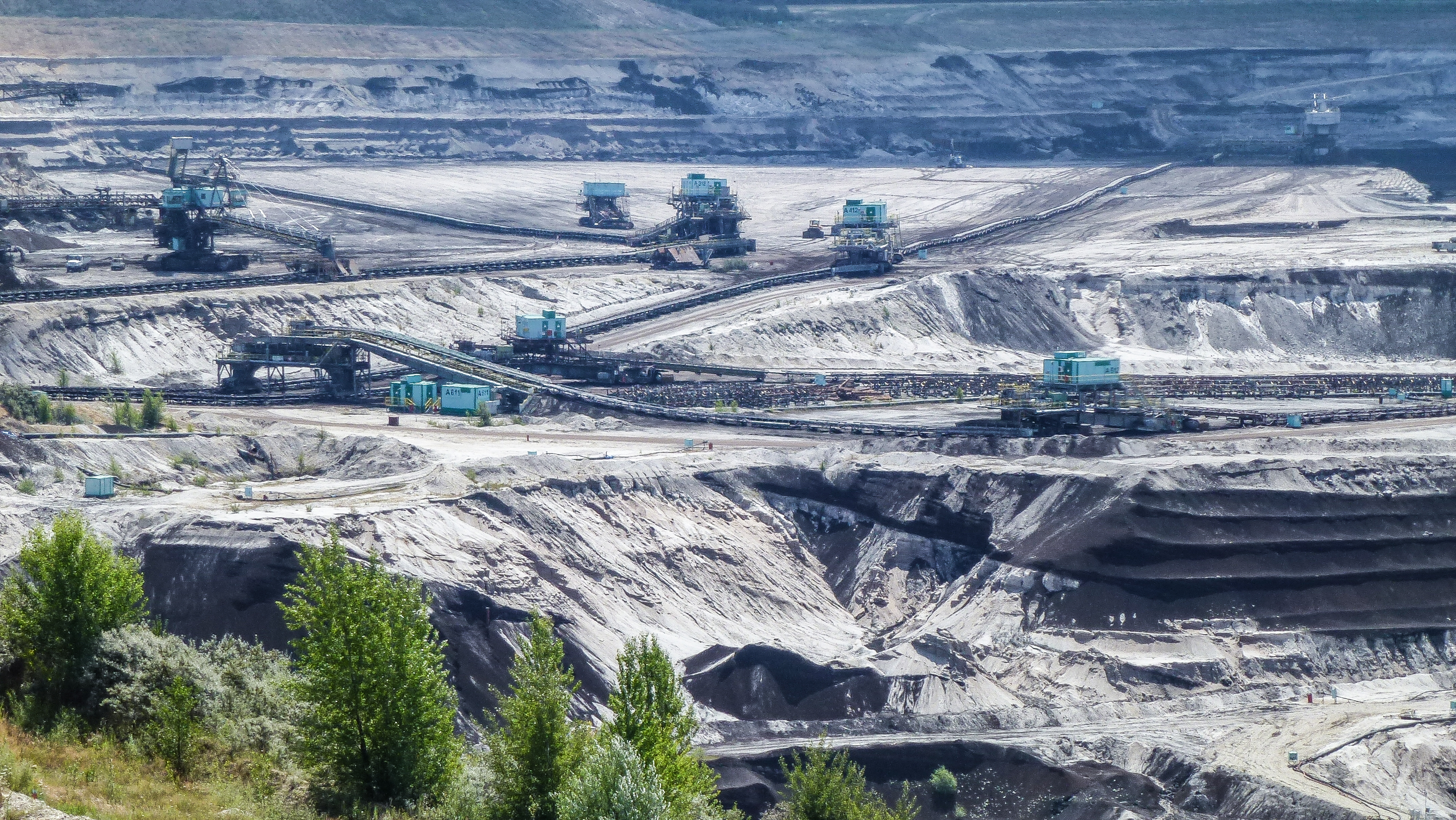
Bergbaulandschaft (Gewinnung), Profen 2018

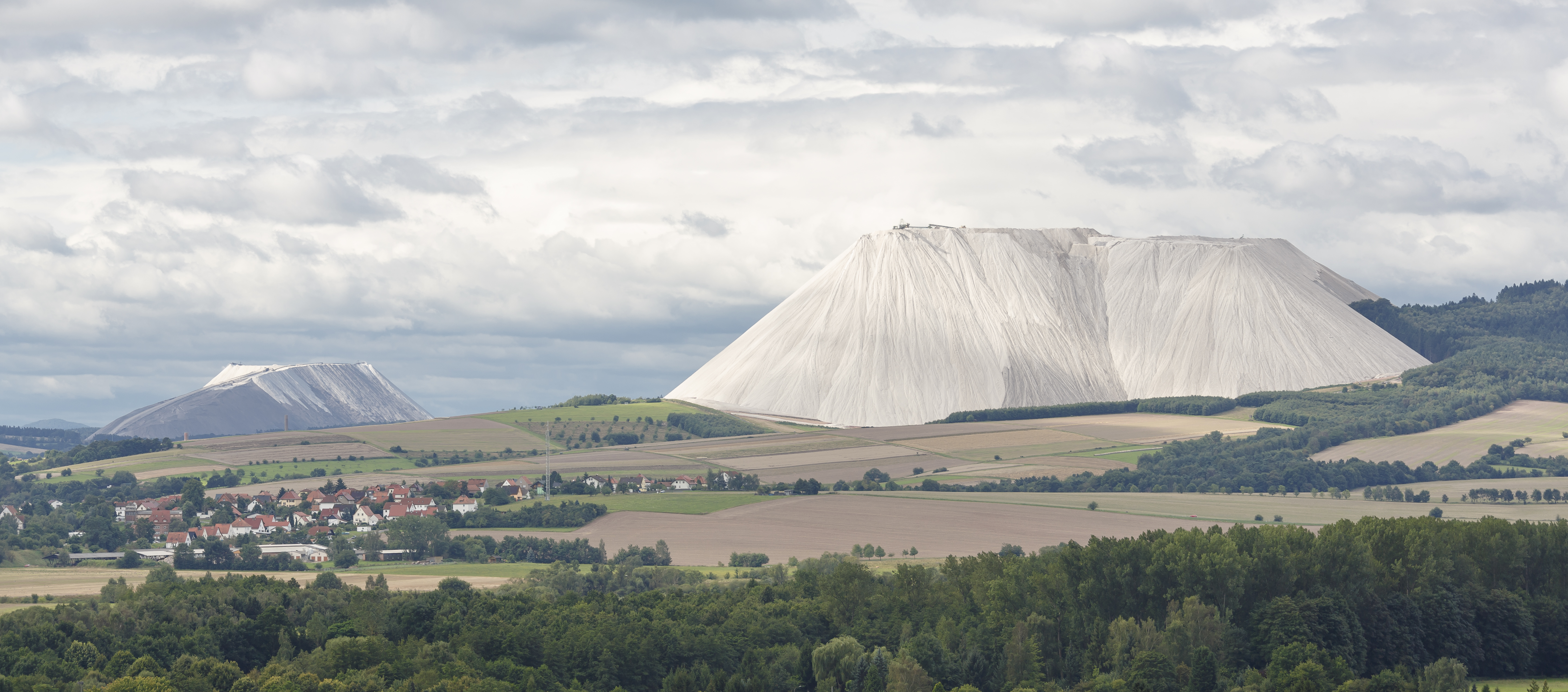
Bergbaulandschaft (Abraumhalde), Heringen (Werra) 2014

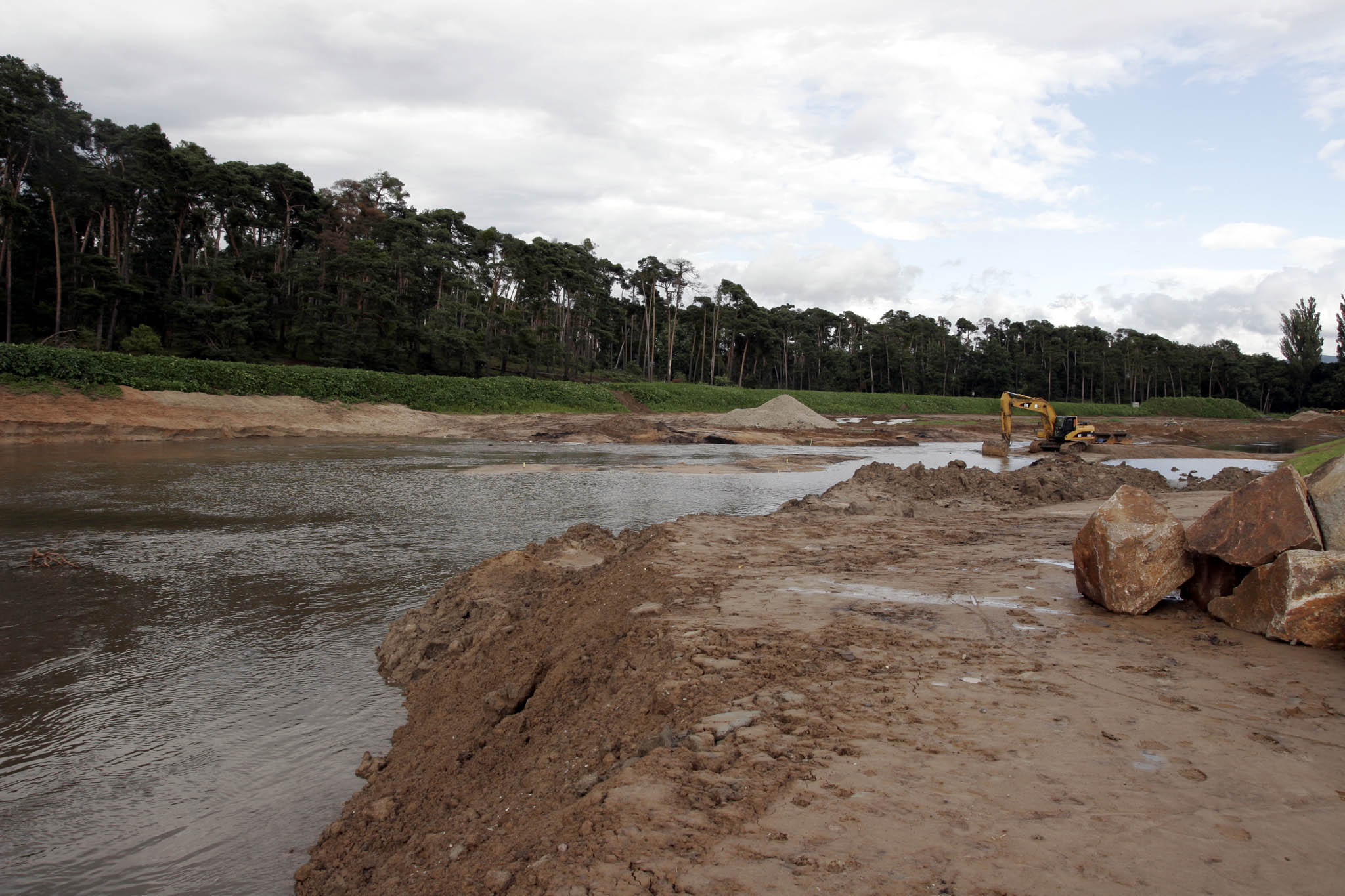
Bergbaulandschaft (Renaturierung), Lorsch 2007

Bergbaulandschaften, darunter sind sowohl die direkt als auch die indirekt von der bergbaulichen Tätigkeit beeinflussten Räume zu verstehen, durchlaufen vom Zeitpunkt der vorbergbaulichen Landschaft bis zu einem „stabilen Endzustand“ mehrere Phasen:
| Landschaftliches Entwicklungsstadium                           | Landschaftliche Entwicklungsphase                            | Landschaftliche Zustände (Auswahl) |
| -------------------------------------------------------------- | ------------------------------------------------------------ | --- |
| Vorbergbauliches Entwicklungsstadium                           | Kulturlandschaft                                             | Waldlandschaft Auenlandschaft Ackerlandschaft Siedlungen |
| Bergbauliches Entwicklungsstadium                              | Aufschluss                                                   | Absenkung des Grundwasserspiegels Zerstörung der Vegetationsdecke Abraumbeseitigung |
|                                                                | Gewinnungs- und Betriebsphase                                | Zunahme von Devastierungen Entstehung von Abraumhalden Entstehung von Restlöchern |
|                                                                | Rekultivierung- und Sanierungsphase (Bergbaufolgelandschaft) | Böschungsabflachung Planierung Melioration Düngung Ansaat Aufforstung Flutung |
| Nachbergbauliches Entwicklungsstadium (Bergbaufolgelandschaft) | frühe Sukzession Initialphase (etwa bis 5 Jahre)             | häufig starke Morphodynamik beginnende Bodenentwicklung instabile hydrologische Verhältnisse Aufwuchs erster Pionierpflanzen                                                                                                   |
|                                                                | andauernde Sukzession (etwa 50 bis 100 Jahre)                | nachlassende geomorphologische Prozessdynamik Humusbildung Entwicklung Bodenwasserhaushalt Stabilisierung Wasserhaushalt bei Seen Herausbildung von Pflanzen- und Tiergemeinschaften hohe Artenvielfalt und Besiedlungsdynamik |
|                                                                | fortgeschrittene Sukzession (ab 50, meist 100 Jahre)         | Stabilisierungs- und Gleichgewichtsphase meist geringe Morphodynamik Fortsetzung bodenbildender Prozesse Einstellung stabiler hydrologischer Verhältnisse Etablierung stabiler Populationen                                    |